# Dominic Chianese
Dominic Chianese (wymowa Key-ah-nas-a) (ur. 24 lutego 1931 w Bronx, Nowy Jork) – amerykański aktor, występował w roli Corrado Soprano z serialu „Rodzina Soprano”. Za tę rolę był nominowany dwukrotnie do nagrody Emmy.
Chianese pracował jako murarz razem ze swoim ojcem i uczęszczał do szkoły wieczorowej (lata 50.), a następnie ukończył Brooklyn College w 1961 roku z tytułem licencjata. Już w 1952 roku zagrał swoje pierwsze role teatralne.
Po ponad dekadzie spędzonej na deskach teatralnych, Chianese zaczął uczęszczać na profesjonalne zajęcia z aktorstwa. Aktorstwo stało się jego pasją. Jego pierwszym wystąpieniem na Broadwayu była sztuka „Oliver!” w 1965 roku. Po tym zaczął na stałe pracować w teatrach. Pierwszą rolą telewizyjną jaką zagrał był „East Side, West Side”. W 1974 roku Francis Ford Coppola wybrał do go zagrania roli „Johhny'ego Ola” w „Ojcu chrzestnym II”, który zapoczątkował jego karierę filmową, w której zagrał w kilku filmach z Alem Pacino.
Chianese jest także muzykiem, wydał jedną płytę zatytułowaną „Hits” (2000), na której śpiewa amerykańskie i włoskie piosenki. Również w serialu „Rodzina Soprano”, pod koniec 3 sezonu, zaśpiewał sentymentalną piosenkę „Core 'ngrato (Niewdzięczne serce)”.

## Filmografia
- Ojciec chrzestny II (1974)
- Pieskie popołudnie (1975)
- Wszyscy ludzie prezydenta (1976)
- Palce (1978)
- Dziedziniec (1978)
- Siła ognia (1979)
- ...i sprawiedliwość dla wszystkich (1979)
- Fort Apache, Bronx (1981)
- Agencja 'Trzecie oko' (1989)
- Pytanie i odpowiedzi (1990)
- Zagubiony Capone (1990)
- Szukając sprawiedliwości (1991)
- Reporter (1992)
- Randka na moście (1996)
- Gotti (1996)
- Sposób na Szekspira (1996)
- Noc na Manhattanie (1997)
- Rodzina Soprano (1999–2007)
- Niewierna (2002)
- Milion za noc (2004)
- Crimes of Fashion (2004)
- The Last New Yorker (2006)